# Michel Macedo
Pour les articles homonymes, voir Macedo.
Michel Ometo Macedo est un skieur alpin brésilien, né le 23 septembre 1998 à Fortaleza.

## Biographie
Michel Macedo, né à Fortaleza déménage avec sa famille lorsqu'il a trois ans à Portland dans l'Oregon. Il commence à skier avec son frère Tobias là-bas.
Toujours résident aux États-Unis, étudiant au Middlebury College, Macedo participe à ses premières courses lors de la saison 2014-2015, durant laquelle il prend part notamment aux Championnats du monde à Beaver Creek, où il termine le slalom au 39e rang et le slalom géant au 54e rang. En 2016, il en lice sur les cinq épreuves aux Jeux olympiques de la jeunesse à Lillehammer, signant sa meilleure performance sur le super G avec le quinzième rang, soit le plus haut classement d'un skieur alpin de son pays dans une course olympique.
En 2018, ayant cumulé déjà neuf podiums dans des courses FIS, il prend part à ses premiers jeux olympiques à Pyeongchang, figurant sur le slalom géant et le slalom, mais sort de piste à chaque fois, après s'être retiré du départ en super G, s'étant notamment blessé au genou peu avant la compétition.

## Palmarès

### Jeux olympiques
| Édition / Épreuve   | Super G     | Slalom géant | Slalom  |
| ------------------- | ----------- | ------------ | ------- |
| JO 2018 Pyeongchang | Non-partant | Abandon      | Abandon |

### Championnats du monde
| Édition / Épreuve      | Slalom géant | Slalom  |
| ---------------------- | ------------ | ------- |
| 2015 Beaver Creek      | 54e          | 39e     |
| 2021 Cortina d'Ampezzo | Abandon      | Abandon |